# Marta Huerta de Aza
Marta Huerta de Aza (Palencia, Castilla y León, España, 31 de diciembre de 1990) es una árbitra española de la Primera División Femenina de España y de la Segunda división de España en categoría masculina. Pertenece al Comité de Árbitros de Tenerife.

## Trayectoria
Ascendió a la máxima categoría del fútbol femenino español el año 2017, cuando ésta fue creada para que la Primera División Femenina de España fuera dirigida únicamente por árbitros femeninos.
Debutó el 3 de septiembre de 2017 en la Primera División Femenina en un Levante U.D. contra Madrid C.F.F. (1–1).
El 2 de junio de 2018 dirigió la final de la Copa de la Reina de Fútbol 2018 entre el F. C. Barcelona y el Atlético de Madrid (1–0).
El 9 de febrero de 2020 fue la encargada de dirigir la final de la Supercopa de España de Fútbol Femenino 2020 disputada entre la Real Sociedad y el F. C. Barcelona (1–10), disputada en el Estadio Helmántico de Salamanca.
El 23 de enero de 2022 fue la encargada de dirigir la final de la Supercopa de España de Fútbol Femenino 2022 disputada entre el F. C. Barcelona y el Atlético de Madrid (7–0), disputada en la Ciudad del Fútbol de Las Rozas de Madrid.
El 4 de agosto de 2023 siendo árbitra del Mundial 2023 se ve envuelta en la polémica por sus declaraciones a Onda Cero Radio: "Me gustaría que España llegue a la final, pero prefiero pitarla yo", siendo hechos incompatibles.
En junio de 2024 se convierte en la primera árbitra principal en la historia de Segunda división del fútbol español.

## Participaciones
Ha arbitrado en los siguientes torneos internacionales:
- Liga de Campeones Femenina de la UEFA
- Eurocopa Femenina 2022
- Copa Mundial Femenina de Fútbol Sub-20 de 2022
- Copa Mundial Femenina de Fútbol de 2023
- 🇨🇭Eurocopa Femenina, Suiza 2025

## Temporadas
| Categoría        | País   | Año   |
| ---------------- | ------ | ----- |
| Primera División | España | 2017- |